# Triplax puncticeps
Triplax puncticeps är en skalbaggsart som beskrevs av Thomas Casey 1916. Triplax puncticeps ingår i släktet Triplax och familjen trädsvampbaggar. Inga underarter finns listade i Catalogue of Life.